# Медовка (Оренбурзький район)
Ме́довка (рос. Медовка) — хутір у складі Оренбурзького району Оренбурзької області, Росія.

## Населення
Населення — 47 осіб (2010; 56 у 2002).
Національний склад (станом на 2002 рік):
- росіяни — 57 %
- казахи — 28 %